# Plaish
Plaish – osada w Anglii, w hrabstwie Shropshire, w dystrykcie (unitary authority) Shropshire, w civil parish Cardington. Leży 8 km od miasta Church Stretton. W 1841 osada liczyła 37 mieszkańców. Plaish jest wspomniana w Domesday Book (1086) jako Plesham.